# Ben Luckwell
Benjamin „Ben“ Jesse D. Luckwell (* 30. März 1966 in Thornbury (Gloucestershire) oder in Bristol) ist ein ehemaliger britischer Radrennfahrer.

## Sportliche Laufbahn
Luckwell war Straßenradsportler. Er war Teilnehmer der Olympischen Sommerspiele 1988 in Los Angeles. Im Mannschaftszeitfahren kam das britische Team mit Phil Bateman, Harry Lodge, Ben Luckwell und David Spencer auf den 20. Rang.
1989 siegte er in der Tour of Ulster, im Grand Prix of Essex, im Grand Prix of Wales (auch 1991) und in der Jahreswertung der britischen Amateure Star Trophy Road Series (vor Wayne Randle). 1990 wurde er Vize-Meister im Straßenrennen hinter Colin Sturgess. 1992 holte er zwei Etappensiege im Milk Race, 1993 einen. 1996 gewann er eine Etappe im An Post Rás und wurde beim Sieg von Tommy Evans Gesamtdritter.